# Giải Mai Vàng 2023
Lễ trao giải Mai vàng lần thứ 29–2023 do báo Người lao động tổ chức đã diễn ra tại Nhà hát Thành phố Hồ Chí Minh vào lúc 20 giờ ngày 18 tháng 1 năm 2024. Chương trình được truyền hình trực tiếp trên kênh VTV9.

## Giải thưởng và đề cử
(Đề cử đoạt giải được in đậm)
| Nam ca sĩ và rapper | Nữ ca sĩ nhạc nhẹ |
| --- | --- |
| - Đen Vâu – "Nấu ăn cho em" - Double 2T – "À Lôi" - Karik – "Bạn đời" - H.Kray – "Phấn hoa màu son" - Đức Phúc – "Em đồng ý (I do)"                                                                                                   | - Hòa Minzy – "Thị Mầu" - Phương Ý – "Vạn lối sầu" - Đông Nhi – "Người ôm pháo hoa" - Phương Mỹ Chi – "Bóng phù hoa" |
| MV ca nhạc | Ca khúc |
| - Phúc Anh – "Thena" - Hòa Minzy – "Thị Mầu" - Đen Vâu – "Nấu ăn cho em" - Dương Hoàng Yến – "Cân cả thế giới" - H.Kray – "Phấn hoa màu son"                                                                                          | - Tăng Duy Tân – "Cắt đôi nỗi sầu" - Double 2T – "À Lôi" - Hòa Minzy – "Thị Mầu" - Hồ Phi Nal – "Dang dở" |
| Nam diễn viên sân khấu | Nữ diễn viên sân khấu |
| - Võ Minh Lâm – Cô đào hát (vai Liêm) - Hoàng Hải – Loạn thế anh hùng (vai Ngũ Văn Thiệu) - Thành Lộc – Giáng Hương (vai Lĩnh Nam) - Minh Hải – Mê Đê (vai Ja Đông)                                                                   | - Lê Khánh – Giáng Hương (vai Giáng Hương) - Tú Sương – Ngược dòng Tây Sơn (vai Bùi Thị Xuân) - Quế Trân – Cô đào hát (vai Cầm Thanh)                                                                                          |
| Người dẫn chương trình truyền hình | Diễn viên hài |
| - Vũ Mạnh Cường – Ca sĩ bí ẩn - Ngô Kiến Huy – Ca sĩ mặt nạ - Trấn Thành – Rap Việt | - Huỳnh Lập – Mẹ hát rong - Lê Lộc – Bông cánh cò |
| Nam diễn viên điện ảnh – truyền hình | Nữ diễn viên điện ảnh – truyền hình |
| - Nhan Phúc Vinh – Đừng làm mẹ cáu (vai Quân) - Việt Hoàng – Cuộc đời vẫn đẹp sao (vai Thạch) - Anh Tú – Siêu lừa gặp siêu lầy (vai Tú) - Quang Tuấn – Biệt đội rất ổn (vai Tuấn) - Thanh Thức – Lật mặt 6: Tấm vé định mệnh (vai An) | - Diệp Bảo Ngọc – Lật mặt 6: Tấm vé định mệnh (vai Liên) - Anh Thư – Hoa vương (vai Anh Thư) - Minh Hằng – Chị chị em em 2 (vai Ba Trà) - Thúy Ngân – Nữ chủ (vai Hải Đường) - Uyển Ân – Nhà bà Nữ (vai Ngọc Nhi)              |
| Phim truyền hình | Phim điện ảnh |
| - Mặt trời mùa đông - Đừng làm mẹ cáu - Mẹ Rơm - Cuộc đời vẫn đẹp sao - Bẫy | - Lật mặt 6: Tấm vé định mệnh - Nhà bà Nữ - Con Nhót mót chồng - Chị chị em em 2 - Biệt đội rất ổn |
| Vở diễn sân khấu | Chương trình truyền hình |
| - Cô đào hát (Sân khấu mới Đại Việt) - Giáng Hương (Sân khấu Kịch Thiên Đăng) - Mẹ hát rong (Sân khấu Nghệ thuật Trương Hùng Minh) - Ngược dòng Tây Sơn (Nhà hát cải lương Trần Hữu Trang)                                            | - 2 ngày 1 đêm (HTV7) - Hành trình rực rỡ (VTV3) - Mái ấm gia đình Việt (HTV7) - Rap Việt (HTV2) - Ca sĩ mặt nạ (HTV2) |
| Nghệ sĩ vì cộng đồng | Chương trình truyền hình |
| - Đen Vâu | - Tác phẩm hội họa “Rừng 2” (họa sĩ Phùng Quang Đông) - Tác phẩm nhiếp ảnh “Những cây cầu trong lòng thành phố” (nghệ sĩ nhiếp ảnh Nguyễn Văn Phụng) - Tác phầm văn học “Cô đào hát” (nhà văn - đạo diễn Nguyễn Thị Minh Ngọc) |

Ngoài ra, ban tổ chức đã trao giải "Mai Vàng tri ân" cho 2 nghệ sĩ có nhiều đóng góp cho sự nghiệp phát triển văn học - nghệ thuật nước nhà là đạo diễn - NSND Trần Ngọc Giàu và nhà giáo - biên đạo múa - NSND Kim Quy.

## Khách mời trao giải
| Thứ tự | Khách mời                  | Giải thưởng                                               |
| ------ | -------------------------- | --------------------------------------------------------- |
| 1      |                            | Nam/Nữ diễn viên sân khấu                                 |
| 2      |                            | Diễn viên hài                                             |
| 3      |                            | Nam/Nữ diễn viên điện ảnh – truyền hình                   |
| 4      |                            | Người dẫn chương trình truyền hình                        |
| 5      |                            | Nhóm hát                                                  |
| 6      |                            | Ca sĩ dòng nhạc âm hưởng dân ca và truyền thống cách mạng |
| 7      | Noo Phước Thịnh, Minh Hằng | Nam/Nữ ca sĩ nhạc nhẹ                                     |